# Padmanabhapuram
Padmanabhapuram (Tamil: பத்மனாபபுரம் Patmaṉāpapuram, Malayalam: പദ്മനാഭപുരം Padmanābhapuraṃ [ˈpad̪məˌnaːbʱəpuɾʌm]) ist eine Stadt im südindischen Bundesstaat Tamil Nadu. Sie liegt im Distrikt Kanyakumari nur wenig nördlich der Südspitze Indiens (Kap Komorin) nahe der Grenze zum Nachbarbundesstaat Kerala. Die nächstgrößeren Städte sind die Distrikthauptstadt Nagercoil und Thiruvananthapuram (Trivandrum), die Hauptstadt Keralas. Laut der Volkszählung 2011 hat Padmanabhapuram rund 21.000 Einwohner.

## Geschichte
Das heute unbedeutende Padmanabhapuram war ab 1550 für zweihundert Jahre Residenz der Könige von Travancore, welche den südlichen Teil des heutigen Kerala beherrschten. Der Name der Stadt leitet sich von Padmanabha („er mit dem Lotusnabel“) ab, einer Erscheinungsform des Gottes Vishnu, die von den Herrschern von Travancore als Familiengottheit verehrt wurde. 1750 wurde die Hauptstadt nach Thiruvananthapuram verlegt. Nach der indischen Unabhängigkeit 1947 kam Padmanabhapuram zunächst zum Bundesstaat Travancore-Cochin, ehe der südlichste Teil von Travancore 1956 als Distrikt Kanyakumari dem Bundesstaat Madras (seit 1969 Tamil Nadu) zugeschlagen wurde.
Seit 1996 befindet sich im Süden der Stadt der Sitz des Bistums Thuckalay.

## Bevölkerung
60 Prozent der Einwohner Padmanabhapurams sind Hindus, 21 Prozent sind Muslime und 19 Prozent Christen. Die Hauptsprache ist, wie in ganz Tamil Nadu, das Tamil, das von 88 Prozent der Bevölkerung als Muttersprache gesprochen wird. Die restlichen 12 Prozent sprechen Malayalam, die Sprache des Nachbarbundesstaates Kerala.

## Königspalast
Hauptsehenswürdigkeit der Stadt ist der Königspalast von Padmanabhapuram, welcher als der größte Holzpalast Asiens gilt. Der weitläufige, rund 2,4 Hektar große Komplex besteht aus zahlreichen Gebäuden unterschiedlichen Alters, die größtenteils aus Holz erbaut sind und stellt eines der bedeutendsten Beispiele für die keralesische Architektur dar. Obwohl Padmanabhapuram heute zu Tamil Nadu gehört, ist der Palastkomplex noch immer im Besitz der Regierung von Kerala.

## Udayagiri Fort
Nahe beim Palast liegt das Udayagiri Fort aus dem 17. und 18. Jahrhundert. Die Festung war ehemals das Hauptquartier der Armee des indischen Fürstenstaates Travancore. Vom Fort selbst haben sich die mächtigen Umfassungsmauern erhalten. Im Inneren wurde ein Park angelegt, in dem sich eine Kapellenruine aus dem 18. Jahrhundert befindet. Sie birgt die Gräber des flämischen Generals Eustachius de Lannoy (1715–1777) und seiner Familie. Als Offizier der Niederländischen Ostindien-Kompanie, geriet er 1741, nach der Schlacht bei Colachel, in indische Gefangenschaft und wurde Oberbefehlshaber der Armee des Staates Travancore. Dem gläubigen Katholiken, welcher mit einer Inderin verheiratet war, erbaute Raja Marthanda Varma eine Kapelle und erlaubte ihm die freie Religionsausübung. Hier lernte der Hinduadelige und Palastbeamte Devasahayam Pillai den katholischen Glauben kennen, konvertierte trotz Verbots zum Katholizismus und wurde deshalb 1752 hingerichtet. 2012 erfolgte seine Seligsprechung.

## Bilder

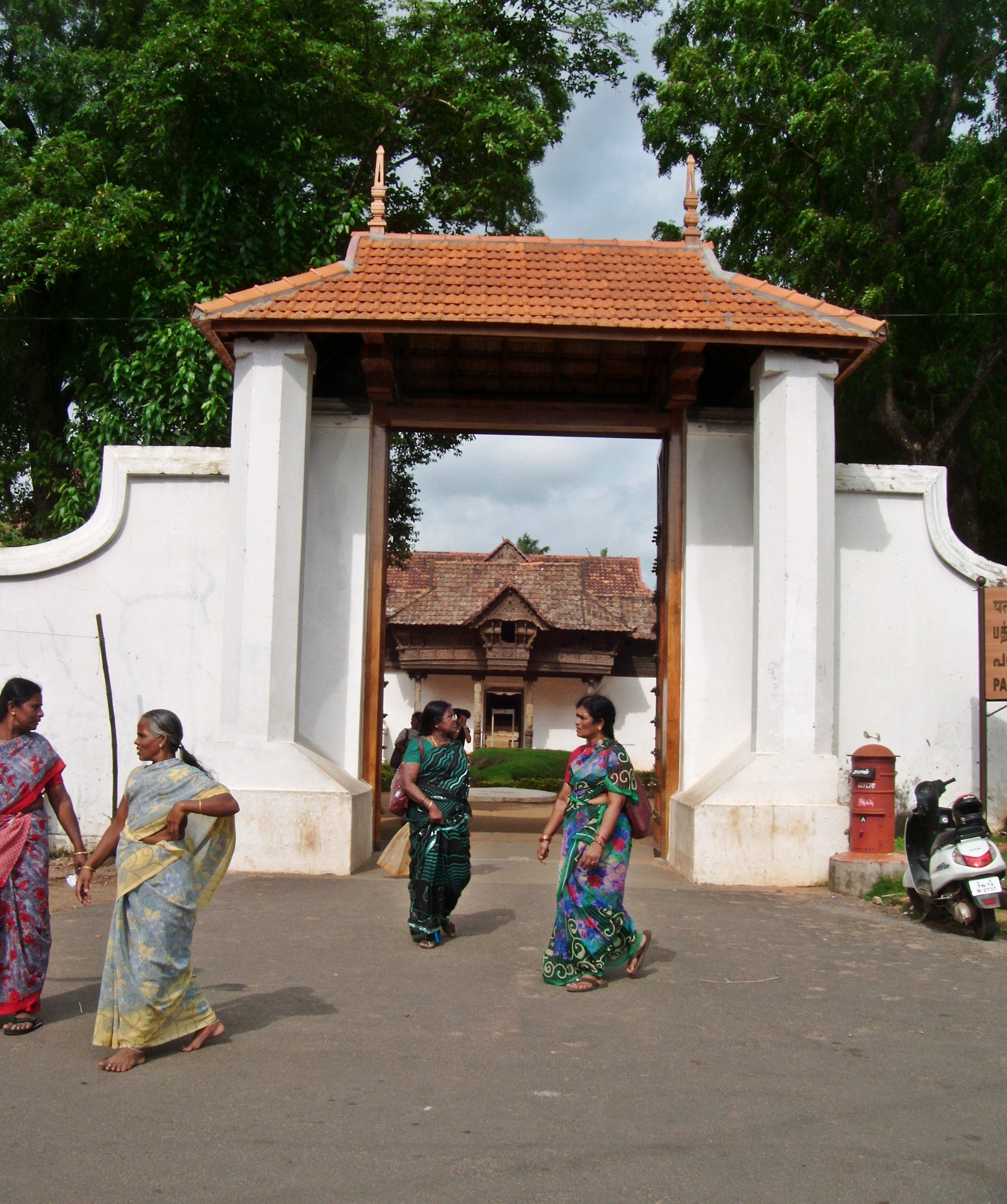
Padmanabhapuram Palast, äußeres Eingangstor zur Straße hin
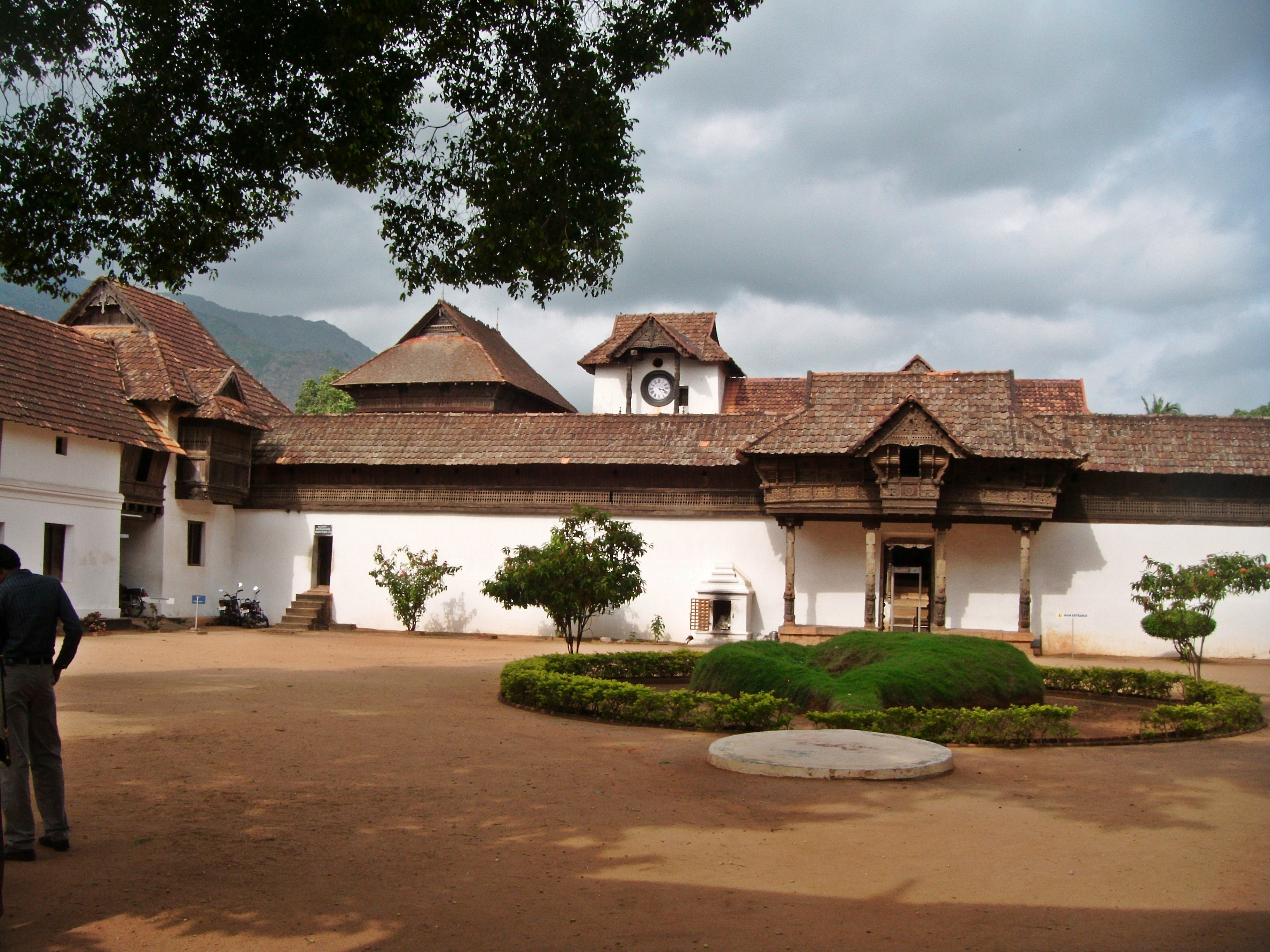
Padmanabhapuram Palast, Hauptansicht mit innerem Eingangstor, vom Vorhof aus
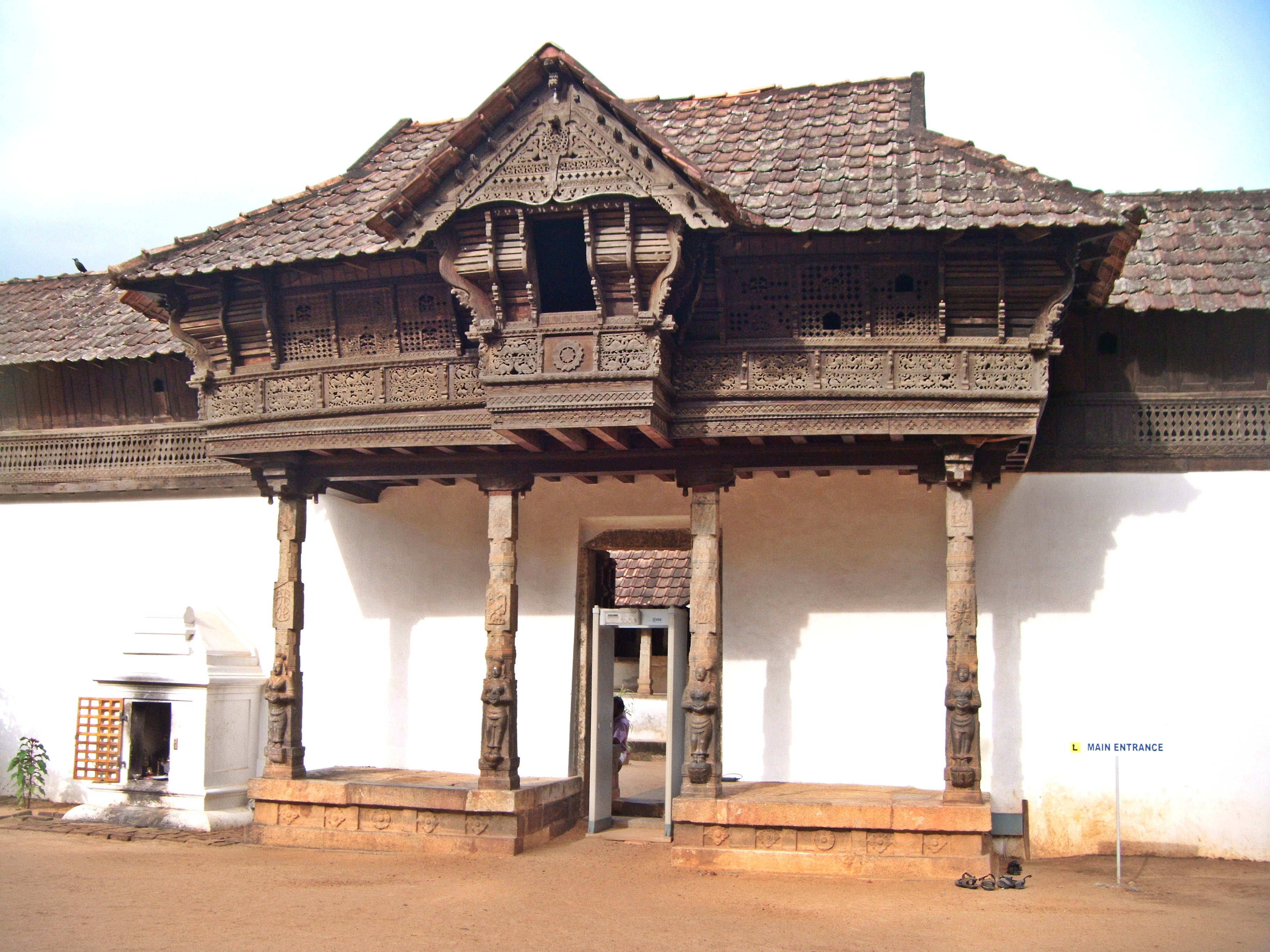
Padmanabhapuram Palast, inneres Eingangstor
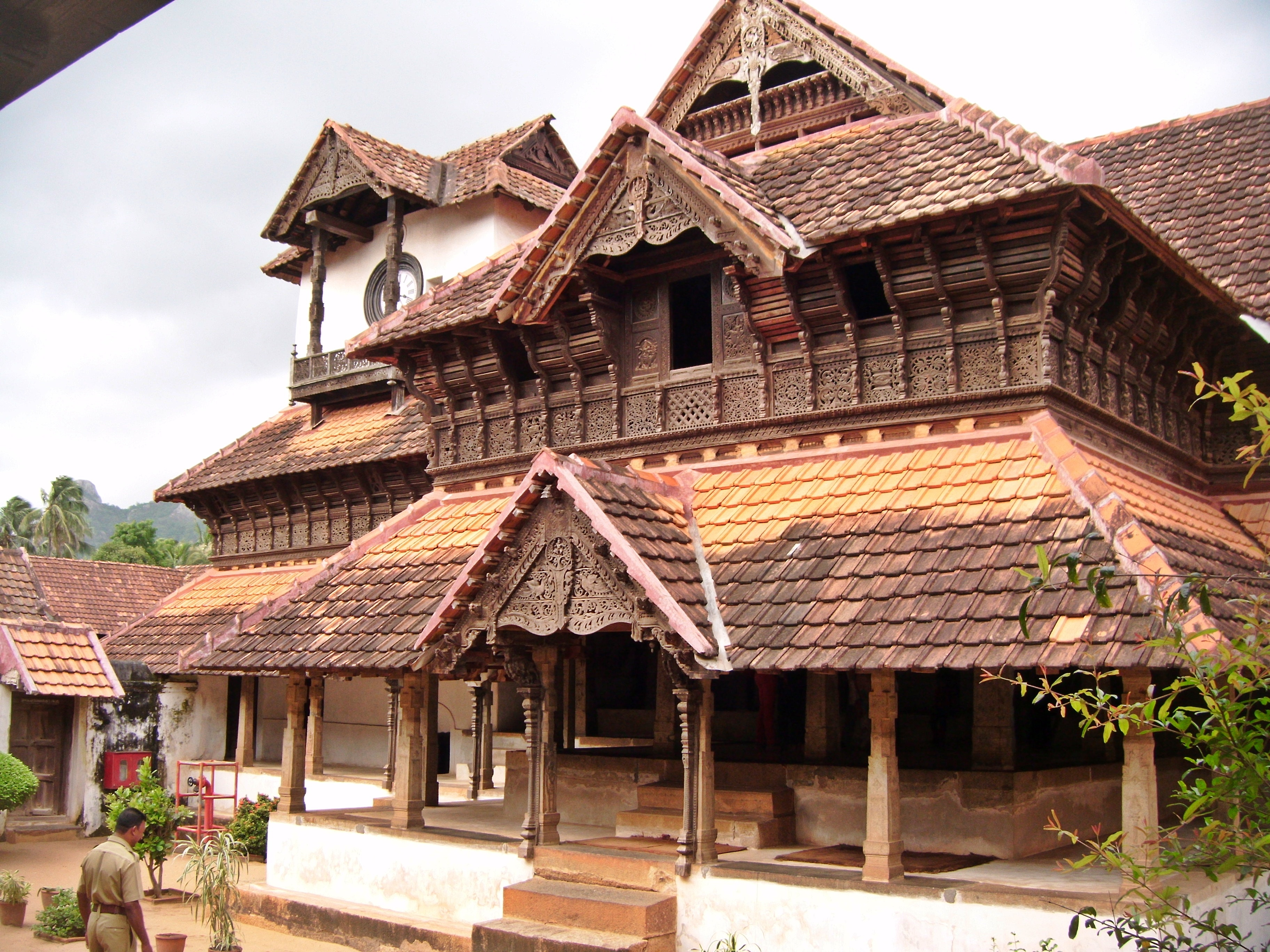
Padmanabhapuram Palast, Gebäude mit Audienzsaal
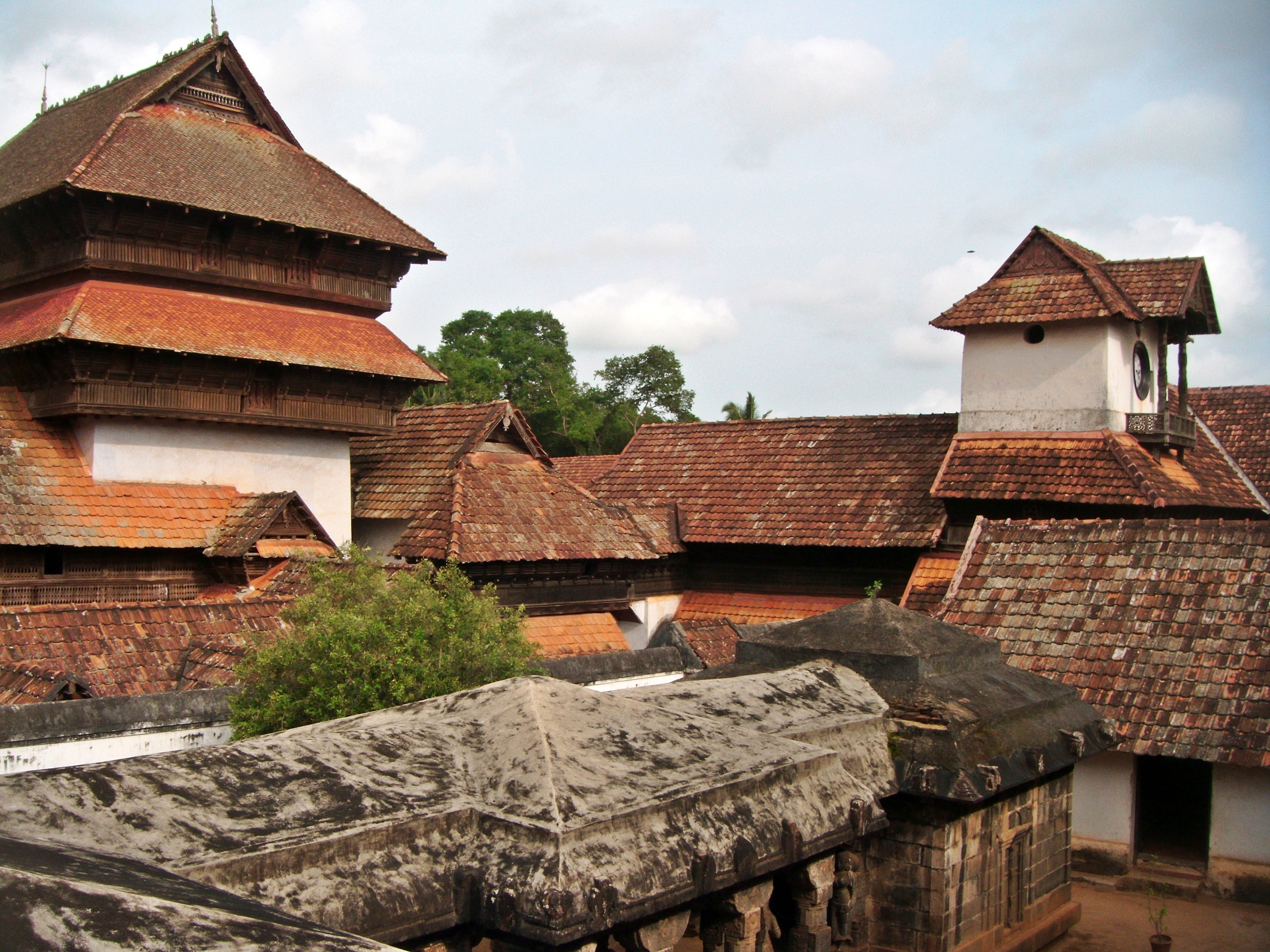
Padmanabhapuram Palast, Teilansicht
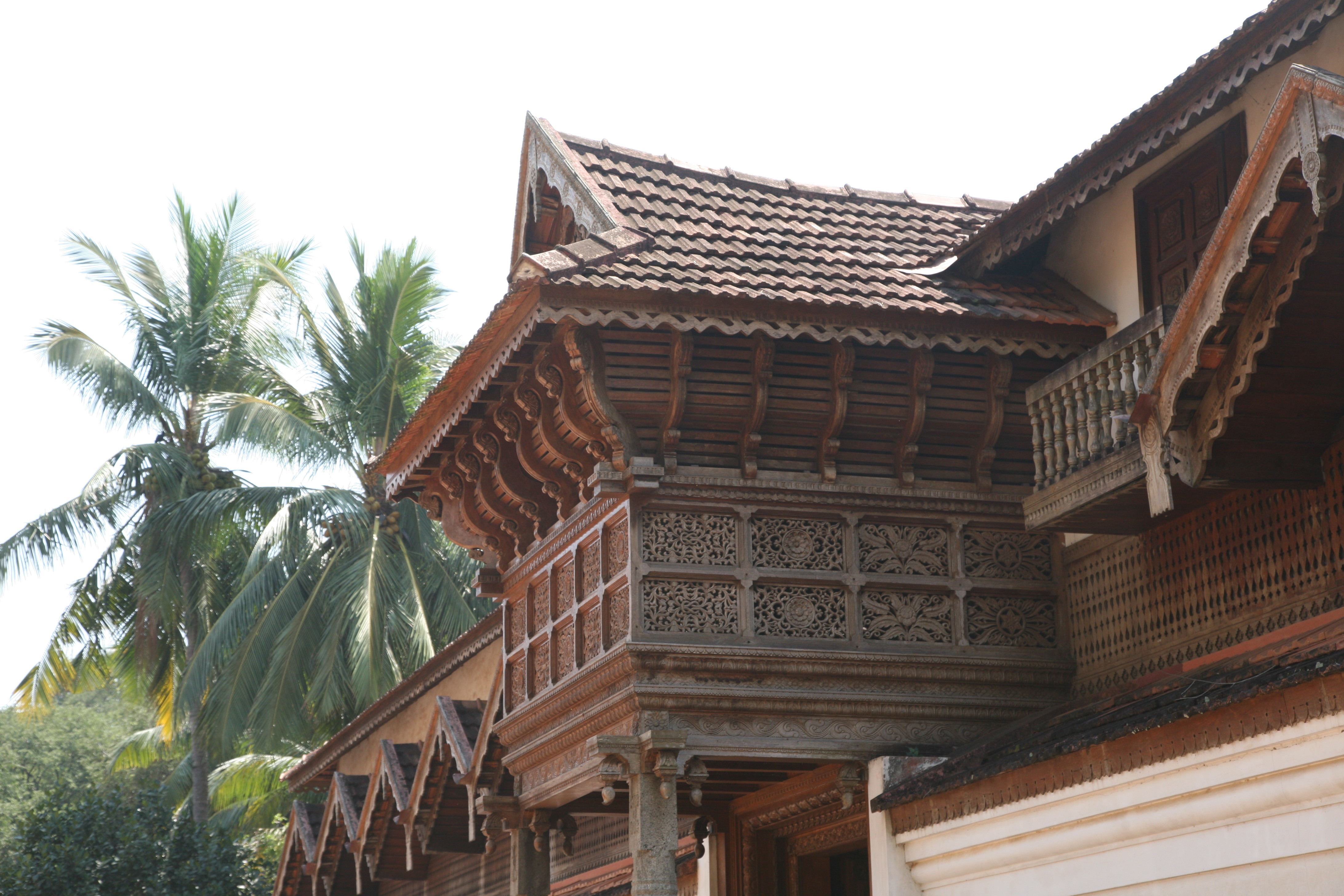
Detail des Palastes
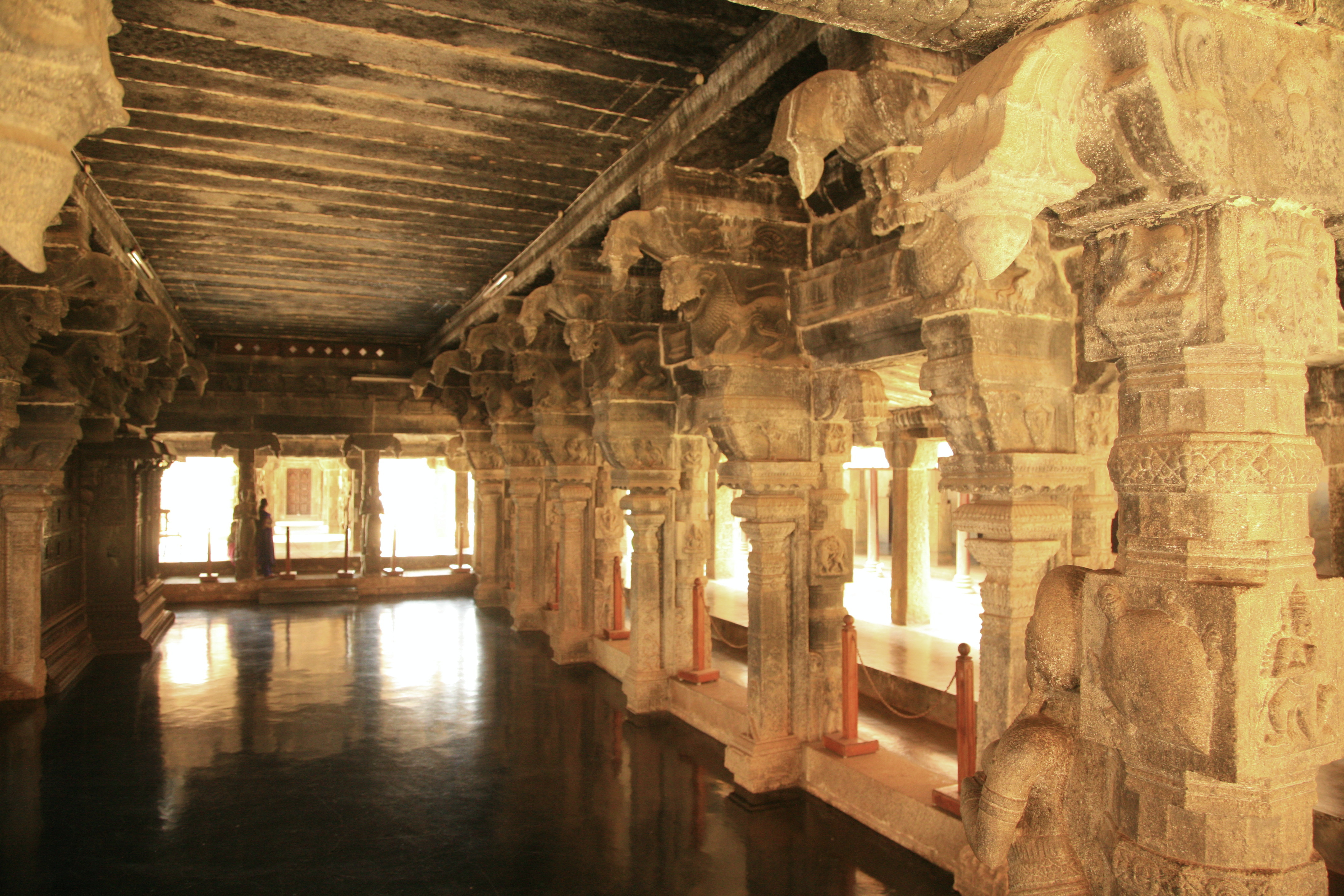
Säulenhalle im Palastinneren
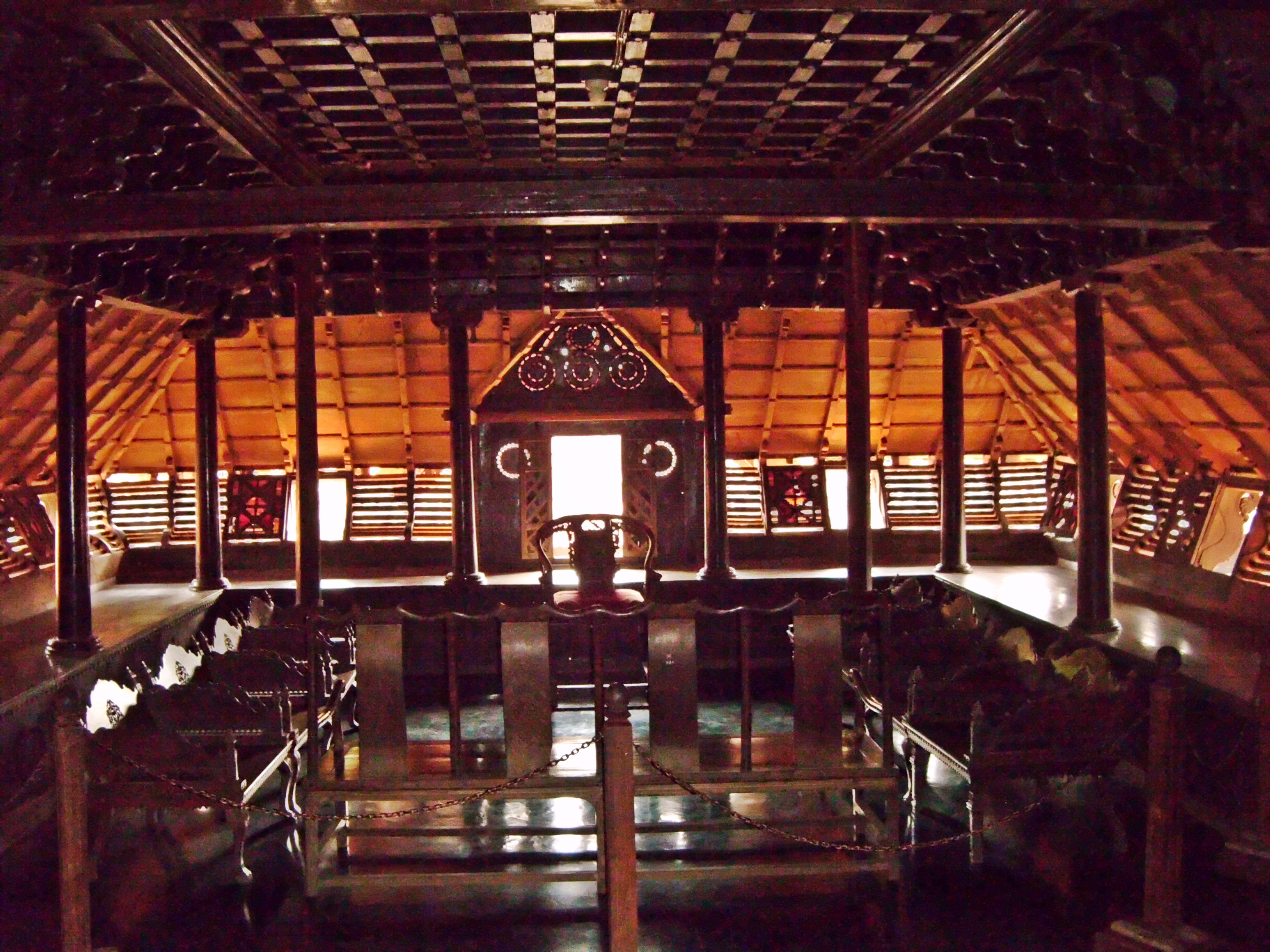
Padmanabhapuram Palast, Audienzhalle
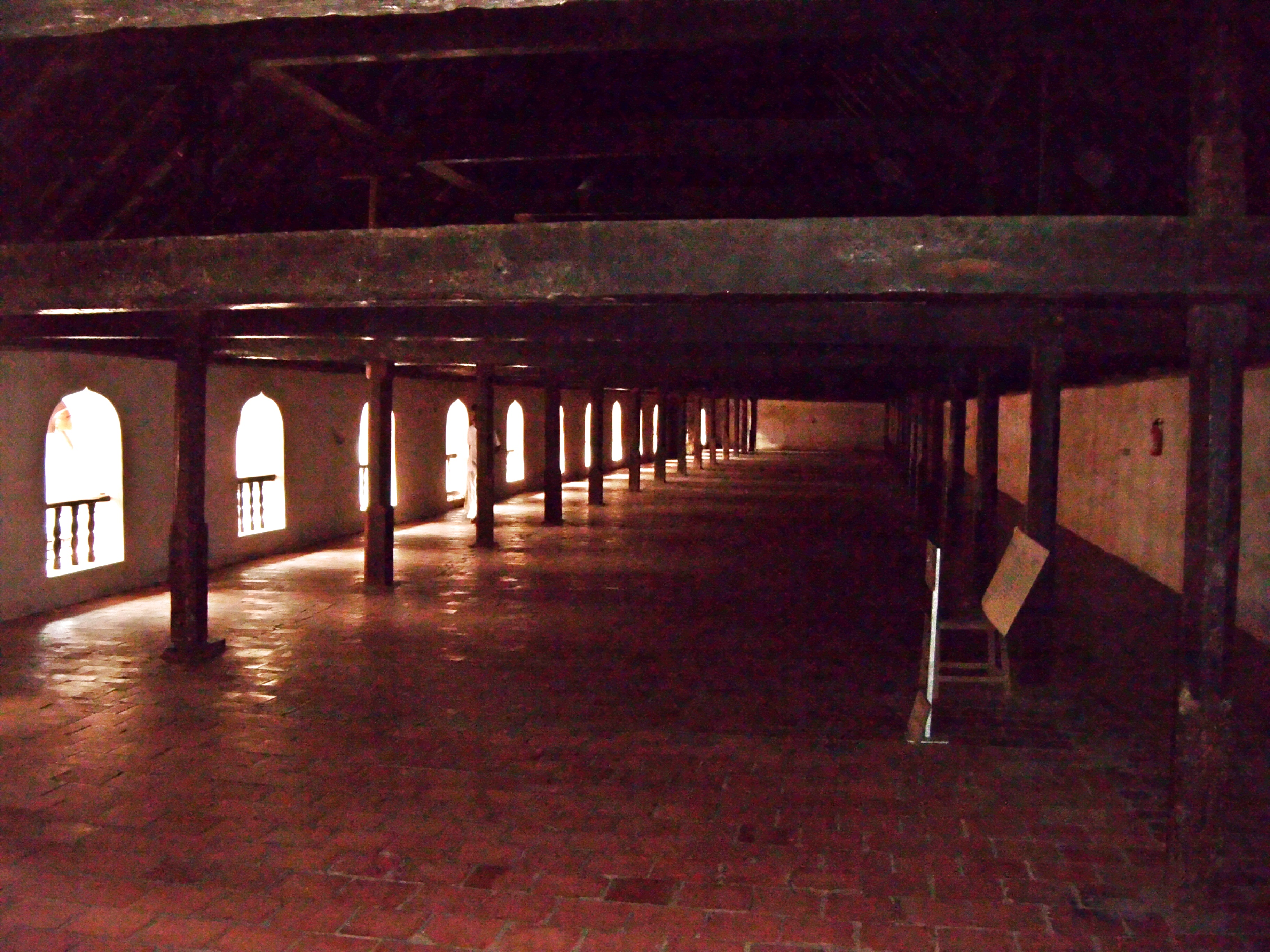
Padmanabhapuram Palast, Speisesaal
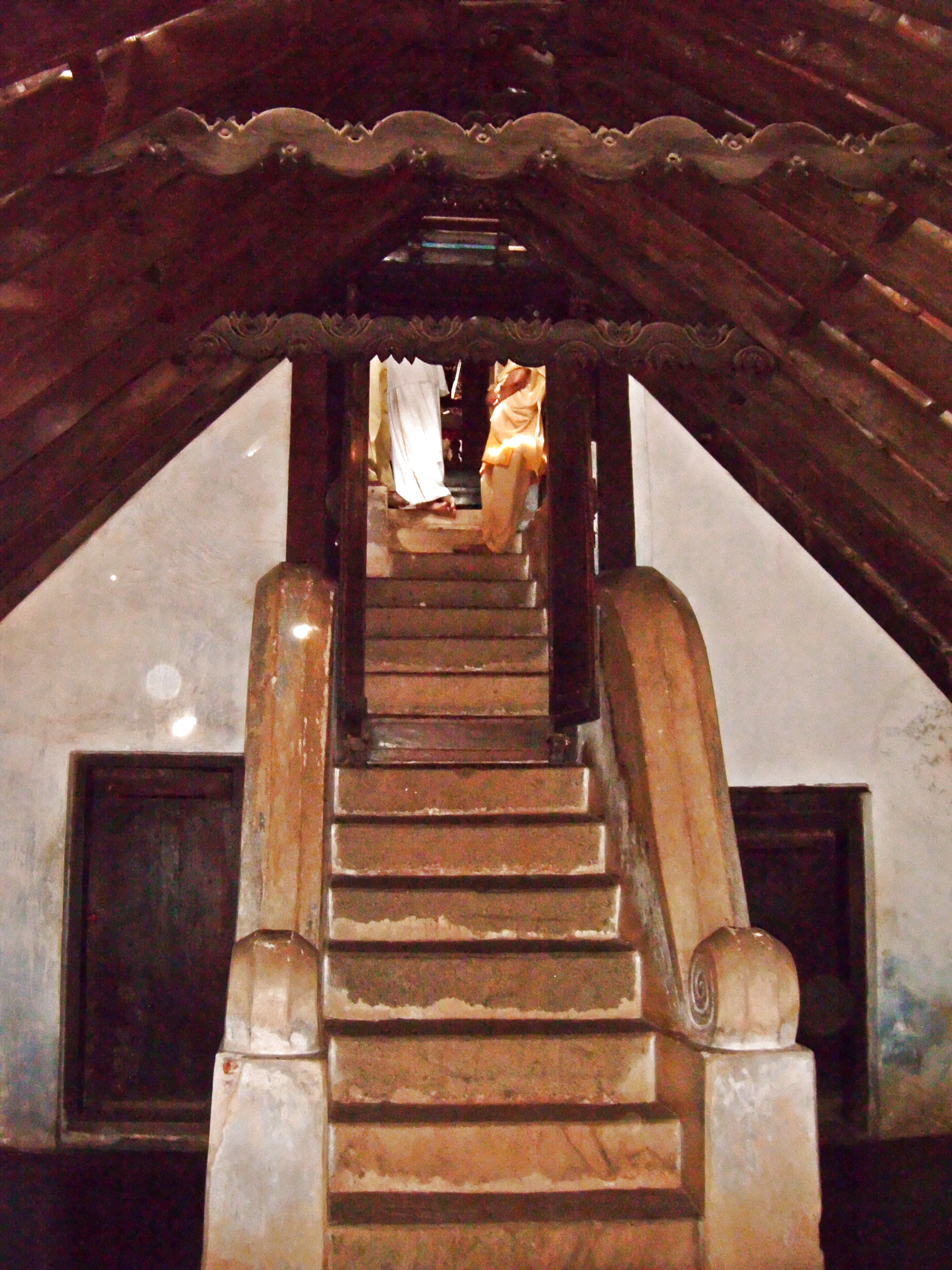
Padmanabhapuram Palast, Aufgang zum Schlafgemach des Raja
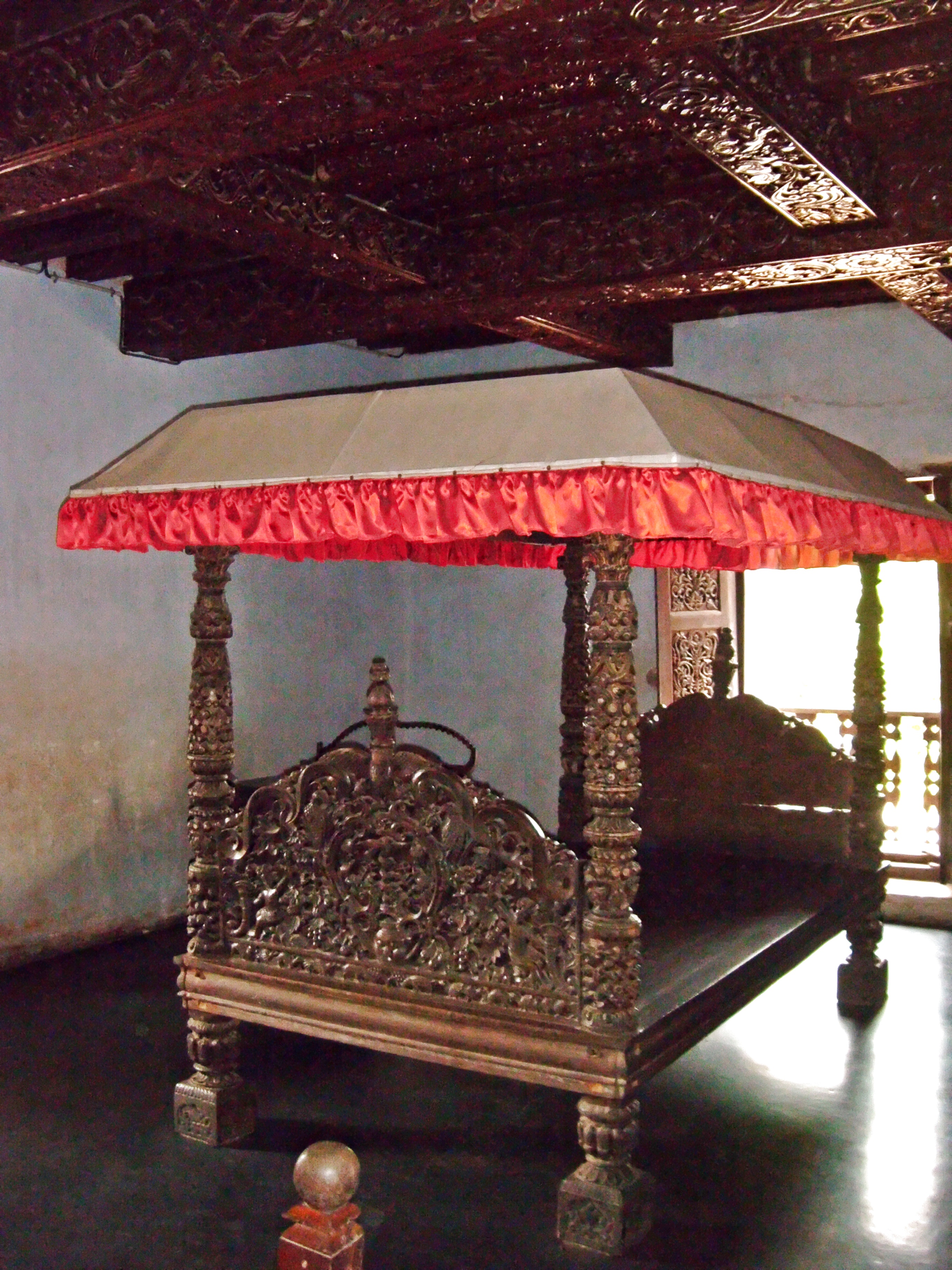
Padmanabhapuram Palast, Schlafgemach des Raja
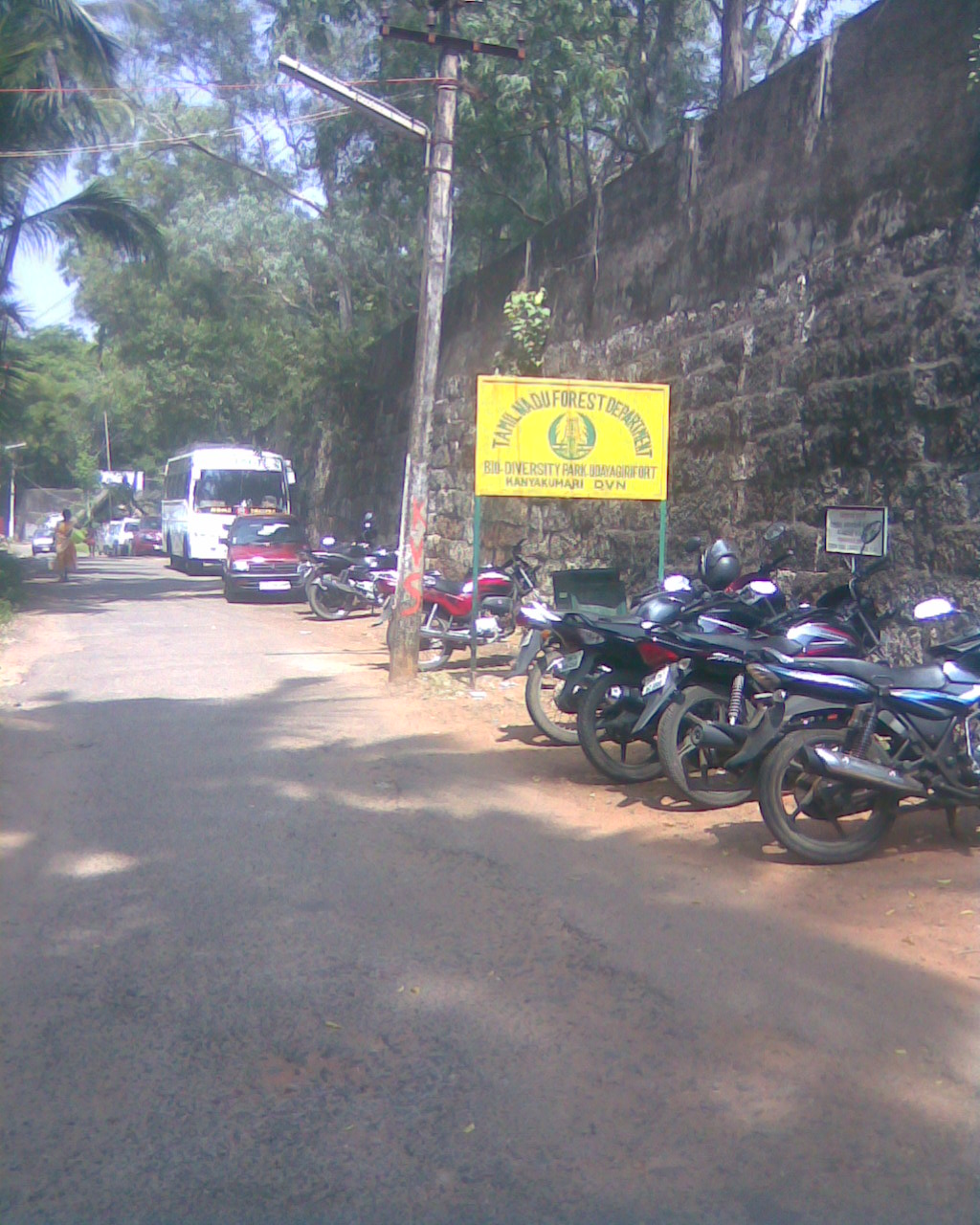
Udayagiri Fort, Umfassungsmauer
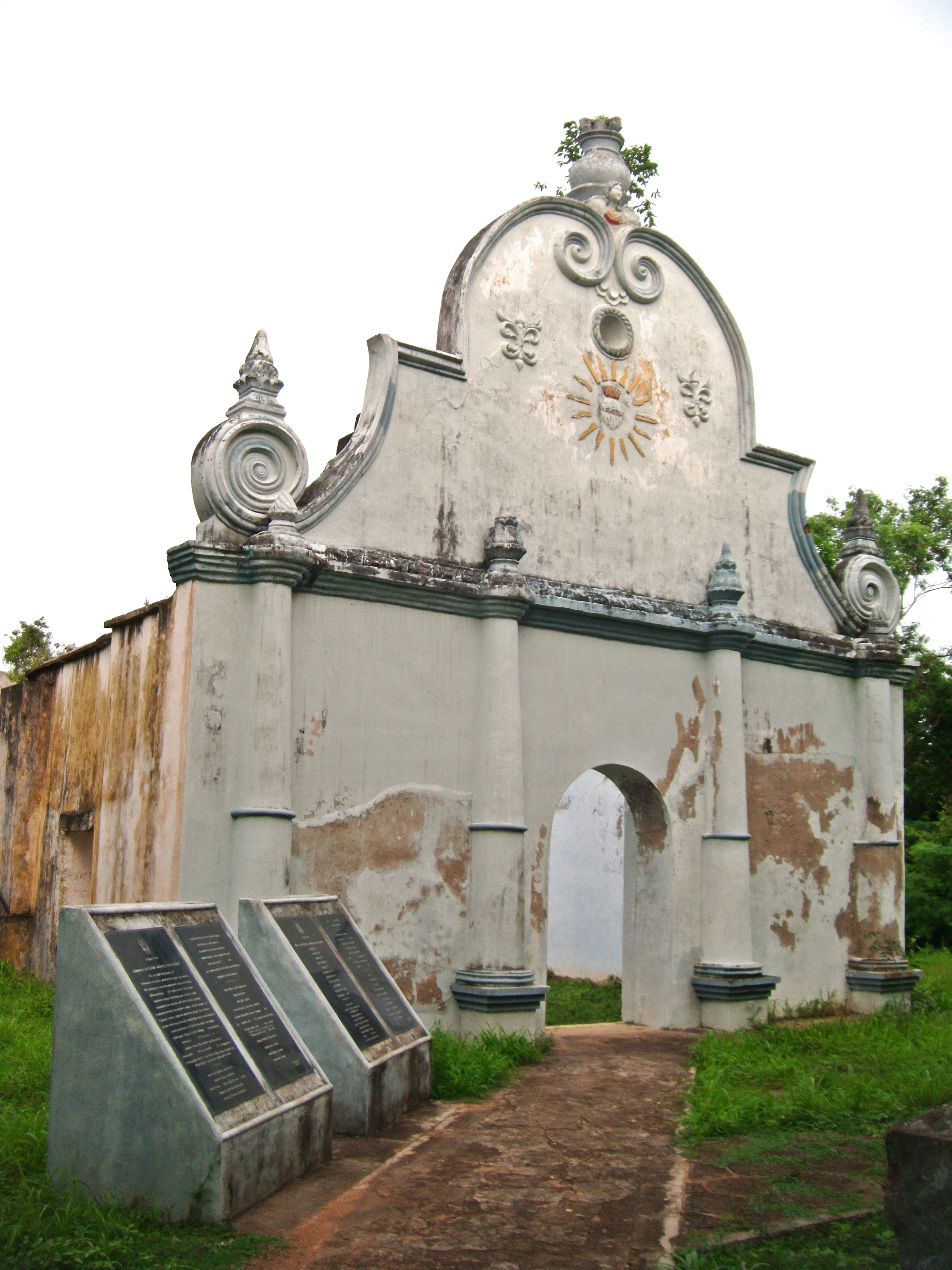
Udayagiri Fort, Kapelle des Generals Eustachius de Lannoy
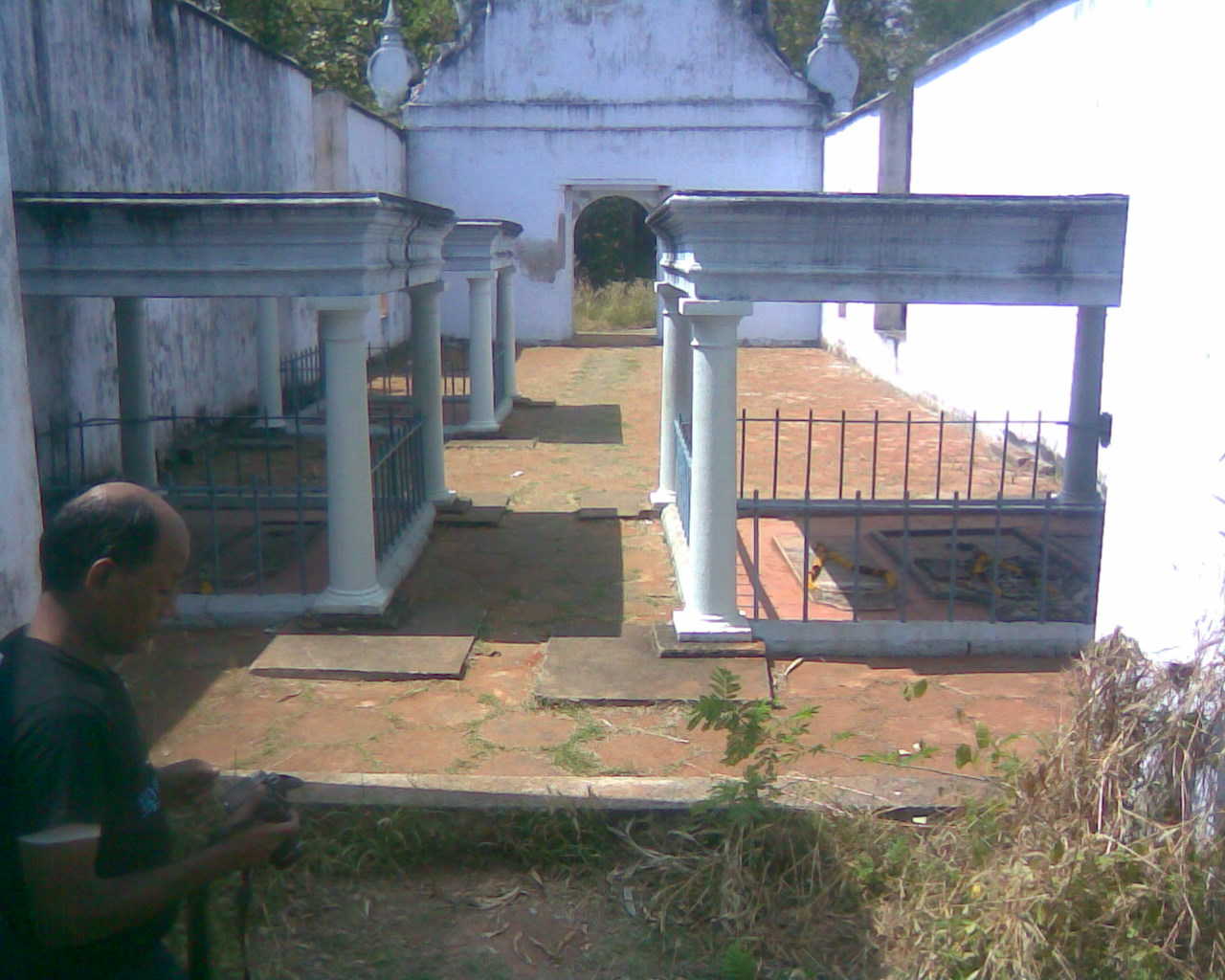
Udayagiri Fort, Kapellenruine mit den überdachten Gräbern
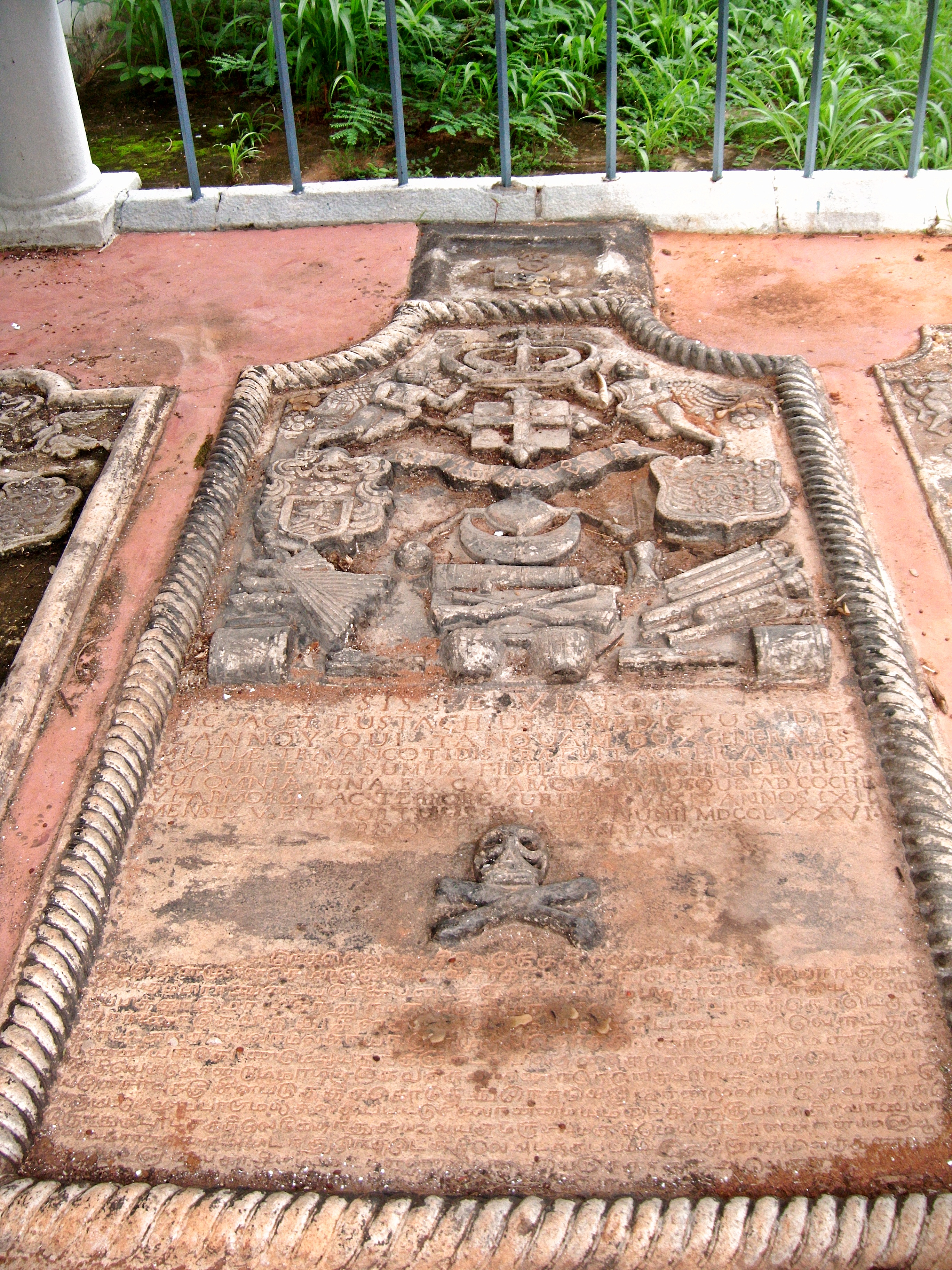
Udayagiri Fort, Grab des Generals Eustachius de Lannoy